# Персико Дозимо
Пѐрсико До̀зимо (на италиански: Persico Dosimo, на местен диалект: Pérsek e Dòseem, Персек е Дозеем) е община в Северна Италия, провинция Кремона, регион Ломбардия. Административен център на общината е малко градче Дозимо (Dosimo), което е разположено на 48 m надморска височина. Населението на общината е 3368 души (към 2017 г.).